# 원평버스터미널
원평버스터미널은 전북특별자치도 김제시 금산면 원평로 35 (원평리 181) 에 위치한 시외버스및 시내버스 터미널이다.
1973년 3월에 인근 지역에 거주하는 주민들의 교통 편의를 위하여 건립되었다. 2000년 대 초반까지 터미널로 가는 진입로는 비포장상태였으나 2002년에 전면 포장되었으며, 비슷한 시기에 터미널 건물에 대한 리모델링 공사도 실시되었다. 2,975.22m2의 부지에 826.45m2의 지상 2층 건물로 1층은 상업시설, 매표소, 승차홈 등으로 구성되어 있으며, 2층은 치과와 당구장이 자리를 잡고 있다. 매표소 업무는 자동매표기 표로 되어 있으며, 매표기 관리는 매점에서 관리한다. 1995년 김제군과 김제시가 통합되기 전에는 대부분 시외버스가 운행하였으나 통합 김제시 출범 후 김제와 정읍의 중간지점이고 전주에서도 그다지 멀지 않은 지리적 이점에 전주, 김제, 정읍 등지에서 각각 시내버스가 운행되고 있다.

## 운행 노선

### 시외버스
| 운행 노선   | 운행업체 | 운행구간 | 운행구간 | 운행구간 | 경유지 | 배차 간격 | 시간표                                      |
| ----------- | -------- | -------- | -------- | -------- | ------ | --------- | ------------------------------------------- |
| 원평 ↔ 전주 | 대한고속 | 원평     | ↔        | 전주     | 완산동 | 60~70분   | 첫차:07:10(원평 기준) 막차:20:15(원평 기준) |
| 원평 ↔ 정읍 | 대한고속 | 원평     | ↔        | 정읍     | 태인   | 35~70분   | 첫차:08:05(원평 기준) 막차:20:40(원평 기준) |

### 시내버스
- 김제시의 시내버스

- 5번, 5-1번 : 시장통 ~ 금산사
- 7번 : 시장통 ~ 화율리
- 9번 : 시장통 ~ 원평
- 33번 : 시장통 ~ 원평

- 정읍시의 시내버스

- 231번 : 정읍터미널 ~ 원평
- 231-1번 : 정읍터미널 ~ 원평
- 241-1번 : 정읍역 ~ 원평
- 242-1번 : 정읍역 ~ 원평

- 전주시의 시내버스
  - 644번 : 농수산시장 ~ 원평